# Matulis
Matulis ist ein litauischer männlicher Familienname, abgeleitet vom Vornamen Matas.

## Ableitung
- Matulionis

## Weibliche Formen
- Matulytė (ledig)
- Matulienė (verheiratet)

## Personen
- Jānis Matulis (1911–1985), lettischer lutherischer Bischof
- Juozas Matulis (1899–1993), Chemiker, Professor und Prorektor
- Raimundas Matulis  (* 1966), Militärpilot, Oberst,  Militärakademie-Chef